# Panaropsis semiota
Espèce
Panaropsis semiota est une espèce d'insectes lépidoptères (papillons) qui appartient à la famille des Riodinidae et au genre Panaropsis.

## Dénomination
Panaropsis semiota a été décrit par Henry Walter Bates en 1868 sous le nom de Limnas semiota.
Synonyme : Pterographium similatum Zikán, 1949.

## Description
Panaropsis semiota est un papillon au corps et aux ailes de couleur noire dont les ailes antérieures sont barrées de jaune clair du milieu du bord costal au bord externe près de l'angle externe.

## Écologie et distribution
Panaropsis semiota est présent en Guyane et au Brésil.

### Protection
Pas de statut de protection particulier.